# Основні копальні Валлонії
50°26′07″ пн. ш. 3°50′18″ сх. д. / 50.43527778° пн. ш. 3.838333333° сх. д.
Шахтарські виробітки у Валлонії — чотири великі гірничорудні виробки XIX століття у Валлонії (Гран-Орню, Буа-дю-Люк, Буа-дю-Казьє і Блені-Майн), включені до списку Світової спадщини.
У період Промислової революції в XIX столітті гірничодобувна та важка промисловість, що працювала на вугіллі, стали основою економіки Бельгії. Більшість гірничорудних виробок і промислових підприємств розташовувалась у так званій «індустріальній долині» — смузі території, розтягнутій по всій країні, де розташовувалися багато з найбільших міст Валлонії. Розташовані в межах або поблизу території цієї долини чотири об'єкти були у 2012 році включені до списку Світової спадщини ЮНЕСКО.

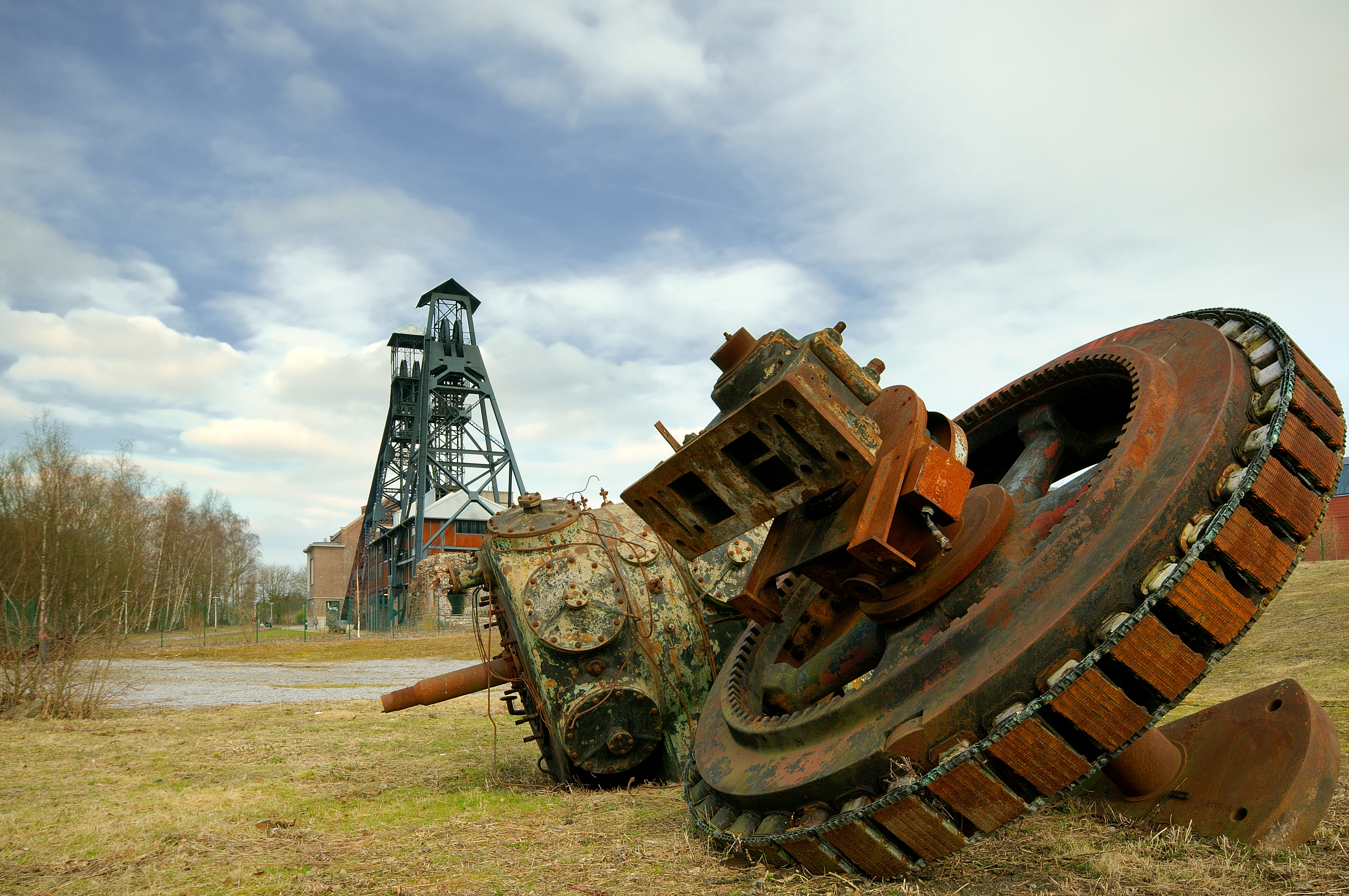
Шахта Буа-дю-Казьє

Гірничодобувна діяльність у цій галузі у XX столітті стала поступово сходити нанівець, і нині чотири шахти непридатні до експлуатації та відкриті для відвідувачів як музеї.